# 전현무
전현무(全炫茂, 1977년 11월 7일~)는 대한민국의 방송인이다.

## 학력
- 서울영도초등학교(졸업)
- 신목중학교(졸업)
- 명덕외국어고등학교(영어과 졸업)
- 연세대학교(영문학, 사회학 / 학사)[1]

## 생애 및 특징
1977년 11월 7일 서울특별시 강서구(現 양천구)에서 태어났다. 큰 아버지 전무식 박사는 이론화학자다. 서울영도초등학교, 신목중학교, 명덕외국어고등학교 영어과를 졸업했다. 재수 끝에 연세대학교로 진학한 그는 영문학 학사를 취득하였고, 교내 방송국에서 KBS 아나운서로서의 경험도 쌓았다.
해외로 나가 따로 어학 공부를 하지 않았음에도 잘 갈고 닦은 영어 실력 덕분에 카투사에서 병역 의무를 이행하기도 하였다.
학창 시절 KBS 17기 공채 아나운서인 손범수를 롤 모델로 삼고 아나운서의 꿈을 키운 전현무는 꼭 의도한 것은 아니지만 그가 졸업한 대학교와 교내 방송국의 직계 후배가 되었다. 2003년 말, 조선일보 제43기 공채 입사 시험에 합격하여 수습 기자로 일하다 YTN 제8기 공채 입사 시험에도 합격함으로써 곧바로 자리를 옮겨 2년간 뉴스 앵커로 지냈다. YTN에서 인연을 맺은 백지연으로부터 아나운서 시험에 대한 노하우를 전수받으며 계속 공중파 방송사 아나운서 입사 시험을 준비했던 그는 마침내 2006년 KBS 32기 공채 아나운서에 합격하였다.

## 경력
| 연도          | 사항                         |
| ------------- | ---------------------------- |
| 2003년        | 조선일보 43기 공채 기자 입사 |
| 2003년~2005년 | YTN 8기 공채 앵커 이적       |
| 2006년~2012년 | KBS 32기 공채 아나운서 이적  |
| 2013년~현재   | SM C&C 이적                  |

## 방송 출연 활동

### 텔레비전
| 연도                  | 방송 채널         | 프로그램                               | 진행 기간                                                       | 비고       |
| --------------------- | ----------------- | -------------------------------------- | --------------------------------------------------------------- | ---------- |
| 2005년~2006년         | KBS대구 1TV       | 퀴즈 쇼, 교실 이데아                   | 2005년 11월 5일~2006년 11월 18일                                |            |
| 2006년                | KBS대구 1TV       | 6시 내고향 대구                        |                                                                 | 리포터     |
| 2006년~2008년         | KBS2              | 오천만의 일급비밀                      | 2006년 11월 23일~2008년 3월 23일                                |            |
| 2007년                | KBS2              | TV 탐험 멋진 친구들                    | 2007년 5월 6일~2007년 11월 4일                                  |            |
| 2007년                | KBS1              | KBS 뉴스 (주말)                        |                                                                 |            |
| 2007년~2008년         | KBS1              | 누가누가 잘하나                        | 2007년 11월 9일~2008년 11월 14일                                |            |
| 2007년~2008년         | KBS2              | 연예가중계                             | 2007년 11월 10일~2008년 11월 15일                               | 리포터     |
| 2008년~2012년         | KBS2              | 비타민                                 | 2008년 11월 21일~2012년 9월 5일                                 |            |
| 2009년~2011년         | KBS2              | 영화가 좋다                            | 2009년 4월 25일~2011년 11월 5일                                 |            |
| 2009년~2010년         | KBS2              | 스타 골든벨                            | 2009년 4월 25일~2010년 5월 8일                                  |            |
| 2010년                | KBS2              | 스타 골든벨                            | 2010년 9월 25일~2010년 11월 20일                                |            |
| 2009년                | KBS2              | 도전! 디미방                           | 2009년 10월 22일~2009년 12월 31일                               |            |
| 2010년~2011년         | KBS2              | 생생 정보통                            | 2010년 5월 10일~2011년 4월 29일                                 |            |
| 2010년                | KBS2              | KBS 가요대축제                         | 2010년 12월 30일                                                |            |
| 2011년~2012년         | KBS2              | 해피선데이 - 남자의 자격               | 2011년 5월 8일~2012년 7월 8일                                   |            |
| 2011년~2012년         | KBS2              | 퀴즈쇼 사총사                          | 2011년 1월 2일~2012년 8월 26일                                  |            |
| 2011년                | KBS2              | KBS 가요대축제                         | 2011년 12월 30일                                                |            |
| 2011년                | KBS2              | KBS 연기대상                           | 2011년 12월 31일                                                |            |
| 2012년                | KBS2              | 불후의 명곡 - 전설을 노래하다          | 2012년 4월 28일~2012년 9월 1일                                  |            |
| 2012년~2013년         | tVN               | 현장토크쇼 TAXi                        | 2012년 10월 4일~2013년 7월 22일                                 |            |
| 2012년~2013년         | tVN               | 세 얼간이                              | 2012년 10월 7일~2013년 10월 6일                                 |            |
| 2012년                | MBC               | 블라인드 테스트쇼 180도                | 2012년 10월 1일                                                 | 파일럿     |
| 2013년                | MBC               | 블라인드 테스트쇼 180도                | 2013년 1월 15일~2013년 8월 18일                                 |            |
| 2012년~2013년         | JTBC              | 상상연애대전                           | 2012년 12월 8일~2013년 2월 9일                                  |            |
| 2012년                | JTBC              | 히든싱어                               | 2012년 12월 21일~2012년 12월 28일                               | 파일럿     |
| 2013년                | JTBC              | 히든싱어                               | 2013년 3월 16일~2013년 6월 22일                                 |            |
| 2013년~2014년         | JTBC              | 히든싱어                               | 2013년 10월 12일~2014년 1월 25일                                |            |
| 2014년                | JTBC              | 히든싱어                               | 2014년 8월 2일~2014년 12월 6일                                  |            |
| 2015년~2016년         | JTBC              | 히든싱어                               | 2015년 10월 3일~2016년 1월 16일                                 |            |
| 2018년                | JTBC              | 히든싱어                               | 2018년 6월 10일~2018년 10월 27일                                |            |
| 2020년                | JTBC              | 히든싱어                               | 2020년 8월 7일~2020년 11월 13일                                 |            |
| 2022년                | JTBC              | 히든싱어                               | 2022년 8월 19일~2022년 11월 19일                                |            |
| 2013년                | Mnet              | 보이스 키즈                            | 2013년 1월 4일~2013년 2월 1일                                   |            |
| 2013년                | MBC every1        | 오늘부터 엄마아빠                      | 2013년 3월 16일~2013년 7월 13일                                 |            |
| 2013년                | JTBC              | 미스코리아 비밀의 화원                 | 2013년 7월 14일~2013년 10월 27일                                |            |
| 2013년                | O'live            | 크레이지 마켓                          | 2013년 8월 7일~2013년 11월 13일                                 |            |
| 2013년                | MBC               | 스타 다이빙 쇼 스플래시                | 2013년 8월 23일~2013년 9월 13일                                 |            |
| 2013년~2019년, 2021년 | MBC               | 나 혼자 산다                           | 2013년 9월 27일~2019년 3월 8일, 2021년 6월 11일~현재            | 무지개회장 |
| 2013년~2014년         | SBS               | 월드 챌린지 우리가 간다                | 2013년 10월 7일~2014년 1월 6일                                  |            |
| 2013년                | tVN               | 백만장자 게임 마이턴                   | 2013년 11월 4일~2013년 12월 30일                                |            |
| 2013년~2014년         | MBN               | 가족 삼국지                            | 2013년 11월 10일~2014년 3월 9일                                 |            |
| 2013년~2014년         | SBS               | K팝스타 3                              | 2013년 11월 24일~2014년 4월 13일                                |            |
| 2013년~2014년         | MBC every1        | 누구세요                               | 2013년 12월 31일~2014년 4월 8일                                 |            |
| 2014년                | SBS               | 스타 VS 국민도전자, 페이스오프         | 2014년 1월 31일                                                 | 설날특집   |
| 2014년                | JTBC              | 김미경 전현무의 나만 그런가            | 2014년 3월 15일~2014년 3월 22일                                 |            |
| 2014년                | tVN               | 로맨스가 더 필요해                     | 2014년 3월 22일~2014년 10월 30일                                |            |
| 2014년                | Story On          | 트루 라이브 쇼                         | 2014년 4월 8일~2014년 11월 21일                                 |            |
| 2014년                | 채널A             | 먹방쇼 맛의 전설                       | 2014년 4월 30일                                                 | 파일럿     |
| 2014년                | JTBC              | 크라임씬                               | 2014년 5월 10일~2014년 7월 12일                                 |            |
| 2014년                | tVN               | 렛츠고 시간탐험대 시즌 2               | 2014년 6월 2일~2014년 7월 7일                                   |            |
| 2014년~2017년         | JTBC              | 비정상회담                             | 2014년 7월 7일~2017년 12월 4일                                  |            |
| 2014년                | Mnet              | EXO 90:2014                            | 2014년 8월 15일~2014년 10월 31일                                |            |
| 2014년~2015년         | E-Channel         | 용감한 작가들                          | 2014년 10월 30일~2015년 1월 1일                                 |            |
| 2014년~2015년         | SBS               | K팝스타 4                              | 2014년 11월 23일~2015년 4월 12일                                |            |
| 2014년                | MBC               | MBC 가요대제전                         | 2014년 12월 31일                                                |            |
| 2015년~2019년         | tVN               | 수요미식회                             | 2015년 1월 21일~2019년 10월 8일                                 |            |
| 2015년                | JTBC              | 나홀로 연애중                          | 2015년 1월 31일~2015년 4월 18일                                 |            |
| 2015년~2020년         | tVN               | 문제적남자                             | 2015년 2월 26일~2020년 2월 13일                                 |            |
| 2015년                | MBC               | 무한도전                               |                                                                 | 패널       |
| 2015년                | KBS W             | 마카롱                                 | 2015년 3월 23일~2015년 7월 6일                                  |            |
| 2015년                | SBS Plus          | 김구라 전현무 필살기쇼!                | 2015년 4월 4일~2015년 4월 18일                                  |            |
| 2015년                | SBS               | 창업스타                               | 2015년 7월 3일~2015년 8월 28일                                  |            |
| 2015년                | O'live            | 주문을 걸어                            | 2015년 7월 16일~2015년 8월 6일                                  |            |
| 2015년                | KBS2              | 전무후무 전현무쇼                      | 2015년 9월 28일                                                 | 파일럿     |
| 2015년                | SBS               | K밥스타 - 어머니가 누구니              | 2015년 9월 29일                                                 | 추석특집   |
| 2015년~2016년         | MBN               | 전국제패                               | 2015년 12월 13일~2016년 2월 16일                                |            |
| 2015년~2016년         | JTBC              | 헌집줄게 새집다오                      | 2015년 12월 10일~2016년 11월 17일                               |            |
| 2015년~2016년         | SBS               | K팝스타 5                              | 2015년 11월 22일~2016년 4월 10일                                |            |
| 2015년                | KBS2              | KBS 연기대상                           | 2015년 12월 31일                                                |            |
| 2016년                | KBS2              | 본분 금메달                            | 2016년 2월 10일                                                 | 설날특집   |
| 2016년~현재           | tVN SHOW          | 프리한 19                              | 2016년 5월 9일~현재                                             | MC         |
| 2016년                | MBC               | 마이 리틀 텔레비전                     | 2016년 6월 11일, 2016년 6월 18일                                |            |
| 2016년                | Mnet              | 힛 더 스테이지                         | 2016년 7월 27일~2016년 9월 28일                                 |            |
| 2016년                | SBS               | 판타스틱 듀오                          | 2016년 4월 17일~2016년 11월 20일                                |            |
| 2016년                | JTBC              | 헌집줄게 새집다오 시즌2                | 2016년 9월 8일~2016년 11월 17일                                 |            |
| 2016년                | tVN               | 노래의 탄생                            | 2016년 10월 5일~2016년 11월 23일                                |            |
| 2016년~2017년         | JTBC              | 팬텀싱어                               | 2016년 11월 11일~2017년 1월 27일                                |            |
| 2016년                | KBS2              | KBS 연기대상                           | 2016년 12월 31일                                                |            |
| 2017년                | JTBC              | 잡스                                   | 2017년 3월 2일~2017년 6월 1일                                   |            |
| 2017년                | SBS               | 판타스틱 듀오 2                        | 2017년 3월 26일~2017년 12월 17일                                |            |
| 2017년                | 설렙티비          | 제1회 소리바다 베스트 케이뮤직 어워즈  | 2017년 9월 20일                                                 |            |
| 2017년                | MBC               | 전지적 참견 시점                       | 2017년 11월 29일~2017년 11월 30일                               | 파일럿     |
| 2018년~현재           | MBC               | 전지적 참견 시점                       | 2018년 3월 3일~현재                                             |            |
| 2018년                | tVN               | 우리가 남이가                          | 2018년 2월 26일~2018년 3월 26일                                 |            |
| 2018년                | EBS1              | 부모성적표                             | 2018년 4월 1일~2018년 4월 22일, 2018년 7월 30일~2018년 11월 5일 |            |
| 2018년                | MBC               | 뜻밖의 Q                               | 2018년 5월 5일~2018년 10월 27일                                 |            |
| 2018년~2019년         | SBS               | 더 팬                                  | 2018년 11월 24일~2019년 2월 9일                                 |            |
| 2019년~현재           | KBS2              | 사장님 귀는 당나귀 귀                  | 2019년 4월 28일~현재                                            |            |
| 2019년                | JTBC              | 혼족어플                               | 2019년 8월 3일~2019년 9월 7일                                   |            |
| 2019년                | JTBC              | 어서 말을 해                           | 2019년 8월 13일~2019년 10월 22일                                |            |
| 2019년~2020년         | tVN               | 요즘책방: 책 읽어드립니다              | 2019년 9월 24일~2020년 4월 27일                                 |            |
| 2020년                | SBS               | 정답누설 퀴즈쇼 - 오늘 배송            | 2020년 8월 4일~2020년 8월 11일                                  |            |
| 2021년                | JTBC              | 팬텀싱어 올스타전                      | 2021년 1월 26일~2021년 4월 20일                                 |            |
| 2022년                | JTBC              | 톡파원 25시                            | 2022년 2월 2일~현재                                             | 공동MC     |
| 2022년                | MBN               | 아트싱어                               | 2022년 1월 29일~2022년 1월 30일                                 | 단독MC     |
| 2022년                | SBS               | 식자회담 - 국가발전 프로젝트           | 2022년 8월 16일~2022년 9월 20일                                 | MC         |
| 2022년                | MBC               | 혓바닥 종합격투기 세치혀               | 2022년 12월 11일~2022년 12월 25일                               | 파일럿     |
| 2023년~현재           | JTBC              | 안방판사                               | 2023년 1월 24일~2023년 2월 28일                                 | MC         |
| 2023년~현재           | tVN               | 내친나똑 (내 친구들은 나보다 똑똑하다) | 2023년 1월 30일~2023년 3월 6일                                  | MC         |
| 2023년~현재           | MBC               | 혓바닥 종합격투기 세치혀               | 2023년 2월 28일~2023년 6월 27일                                 | MC         |
| 2023년~현재           | JTBC              | 팬텀싱어4                              | 2023년 3월 10일~2023년 6월 2일                                  | MC         |
| 2023년~현재           | KBS2              | 노머니 노아트                          | 2023년 3월 23일~2023년 5월 25일                                 | 단독 MC    |
| 2023년~현재           | TV CHOSUN         | 조선체육회                             | 2023년 8월 4일~2023년 10월 27일                                 | MC         |
| 2023년~현재           | MBC               | 선을 넘는 녀석들 - 더 컬렉션           | 2023년 8월 20일~2023년 11월 19일                                | 공동 MC    |
| 2023년~현재           | JTBC              | 부름부름 대행사                        | 2023월 9월 23일~2023년 11월 4일                                 | 출연       |
| 2023년~현재           | 채널S & ENA       | 지구별 로맨스                          | 2023년 10월 27일                                                | 단독 MC    |
| 2023년~현재           | 채널A             | 성적을 부탁해 티처스                   | 2023년 11월 5일~                                                | 공동 MC    |
| 2023년~현재           | KBS2 & U+모바일TV | 서치미                                 | 2023년 11월 16일~2024년 1월 4일                                 | 단독 MC    |
| 2023년~현재           | SBS               | 푸바오와 할부지                        | 2023년 11월 23일~2023년 12월 14일                               | 공동 MC    |
| 2023년~현재           | SBS               | 강심장VS                               | 2023년 12월 5일~2024년 4월 16일                                 | 공동 MC    |
| 2023년~현재           | TV CHOSUN         | 아빠하고 나하고                        | 2023년 12월 6일~현재                                            | MC         |
| 2024년                | MBC               | 주간 입맛 연구소 뭐먹을랩              | 2024년 2월 7일, 14일                                            | MC         |
| 2024년                | MBN               | 전현무계획                             | 2024년 2월 16일 ~ 현재                                          | 출연       |
| 2024년                | MBC 에브리원      | 나 오늘 라벨했어                       | 2024년 5월 ~                                                    | 패널       |
| 2024년                | MBC               | 송스틸러                               | 2024년 5월 5일 ~ 7월 21일                                       | MC         |
| 2024년                | ENA               | 현무카세                               | 2024년 7월 11일 ~ 현재                                          | MC         |
| 2024년                | MBC               | 2024 추석 특집 아이돌 육상 경기대회    | 2024년 9월 16일 ~ 9월 18일                                      | MC         |
| 2024년                | TV조선            | TV조선 대학가요제                      | 2024년 10월                                                     | MC         |
| 2024년                | MBC               | 이유 있는 공간 건축 여행자             | 2024년 8월 14일 ~ 9월 4일                                       |            |
| 2025년                | KBS 2TV           | 2025년 6월 15일 ~ 현재                 | 크레이지 리치 코리안                                            |            |

### 웹예능
| 연도   | 방송 채널 | 프로그램        | 진행 기간       | 비고  |
| ------ | --------- | --------------- | --------------- | ----- |
| 2020년 | 유튜브    | 황인욱 유튜브   | 5월 22일        | [ 5 ] |
| 2021년 | 유튜브    | 공부왕 찐천재   | 7월 14일 ~ 23일 |       |
| 2024년 | 유튜브    | 시언's쿨        | 6월 21일        | [ 6 ] |
| 2024년 | 유튜브    | 예능대부 갓경규 | 8월 21일        |       |
| 2025년 | 유튜브    | 요정재형        | 1월 7일         |       |

### 라디오
| 연도          | 방송사        | 프로그램                       | 진행 기간                         | 비고 |
| ------------- | ------------- | ------------------------------ | --------------------------------- | ---- |
| 2007년~2008년 | KBS 제1라디오 | KBS 뉴스와이드                 | 2007년 4월 16일~2008년 11월 14일  |      |
| 2008년~2009년 | KBS 해피FM    | 전현무의 프리웨이              | 2008년 11월 17일~2009년 10월 25일 |      |
| 2011년~2012년 | KBS 쿨FM      | 전현무의 가요광장              | 2011년 11월 7일~2012년 9월 2일    |      |
| 2013년~2016년 | MBC FM4U      | 굿모닝FM 전현무입니다          | 2013년 9월 2일~2016년 5월 29일    |      |
| 2016년        | EBS FM        | EBS 책 읽는 라디오 낭독 시리즈 |                                   |      |

## 드라마 출연

### KBS
- 2011년 KBS2 《드림하이》 - 방송 진행자 역
- 2015년 KBS2 《프로듀사》 - 전현무 역
- 2016년 KBS2 《KBS 드라마 스페셜 - 전설의 셔틀》 - 삼촌 역
- 2016년 KBS2 《마음의 소리》 - 특별출연
- 2019년 KBS2 《사랑은 뷰티풀 인생은 원더풀》 - 특별출연

### 타방송사
- 2012년 MBC 《엄마가 뭐길래》 - 비밀요원 역
- 2013년 JTBC 《시트콩 로얄빌라》
- 2013년  tVN《응답하라 1994》 - 해태 여자친구를 빼앗는 97학번 새내기 역 (특별출연)
- 2014년 tVN《아홉수 소년》 - 전현무 역
- 2015년 MBC 《여왕의 꽃》 - '최고의 쉐프를 찾아라' 진행자 역
- 2016년 SBS 《질투의 화신》 - 아나운서 지원자 역
- 2017년 JTBC 《알 수도 있는 사람》 - 특별출연
- 2020년 JTBC 《18 어게인》 - 배승현 역 (특별출연)
- 2024년 tVN 《플레이어 2 : 꾼들의 전쟁》 - 전정호 역 (특별출연)

## 홍보대사
- 2010년 KBS강태원복지재단 홍보대사
- 2013년 보건복지부 어린이 예방접종 홍보대사
- 2014년 한국W-재단 Run for Water 공익캠페인 홍보대사
- 2017년 싱가포르관광청 홍보대사

## 광고
| 연도          | 광고명 |
| ------------- | --- |
| 2012년        | - KBS 지상파 디지털 방송 캠페인: 지상파 디지털 방송 보는 방법 편 (with 도경완, 차다혜)                                                                              |
| 2014년        | - Mr.모의 굿바이탈모 - 아모레퍼시픽 프리메라 슈퍼 스프라우트 세럼: 그것을 알려줄래 편 (바이럴 광고) - KT금호렌터카 (with 비정상회담 출연자들) - 한국 MSD 프로페시아 |
| 2014년~2015년 | - 문정아중국어 |
| 2015년~2017년 | - 동아오츠카 오로나민C (with 강민경, 홍진영, 나라) |
| 2015년        | - 삼성물산 패션부문 로가디스 스마트 슈트 (바이럴 광고) - 돌 코리아 스위티오 꿀잼 바나나 - SK브로드밴드 B tv: 독거남 편 (바이럴 광고) - 삼성전자 삼성디지털프라자    |
| 2015년~2016년 | - 맥도날드 행복의 나라 메뉴 |
| 2015년~2018년 | - 동아오츠카 오로나민C (with 경리, 황제성) |
| 2016년        | - 농심 안성탕면 (바이럴 광고) - 커피에반하다: 커피가 착해서, 커피에 반하다 편 - CJ제일제당 비비고 왕교자: 왕맥 수요미식회 편                                        |
| 2017년        | - 치킨마루 - 롯데 옴니쇼핑 (with 한혜진, 박나래, 이시언, 김용건) - 글리코해태 프리츠                                                                                |
| 2018년        | - 유알스킨솔루션 포어 리모델링 마스크 VX (with 송은이) - 유한양행 유한젠 멀티액션 - 롯데 ON (with 박나래, 한혜진, 이시언, 기안84(나 혼자 산다))                     |
| 2019년        | - (주)모텍스 모택스배개 - 쎌바이오텍 프로바이오틱스 듀오락 |
| 2020년~       | - 족발야시장 |
| 2021년        | - 동아오츠카 오로나민C |
| 2022년~       | - 동국제약 치센 |

## 수상
- 2009년 KBS 연예대상 쇼 · 오락 MC 부문 신인상
- 2011년 KBS 연예대상 최고 엔터테이너상
- 2013년 MBC 방송연예대상 라디오 우수상 《굿모닝FM 전현무입니다》
- 2014년 제20회 대한민국연예예술상 라디오 진행상
- 2014년 제22회 대한민국문화연예대상 TV 진행자상
- 2014년 MBC 방송연예대상 쇼/버라이어티 부문 우수상 《나 혼자 산다》
- 2014년 MBC 방송연예대상 특별상 《나 혼자 산다》
- 2015년 제51회 백상예술대상 TV 남자예능상
- 2015년 제9회 케이블TV 방송대상 MC상
- 2015년 MBC 방송연예대상 인기상(버라이어티) 《나 혼자 산다》
- 2015년 MBC 방송연예대상 라디오 최우수상 《굿모닝FM 전현무입니다》
- 2016년 KBS 연예대상 토크 · 쇼부문 우수상 《해피투게더》
- 2016년 SBS 연예대상 쇼 ㆍ토크쇼 부문 우수상 《K팝 스타》, 《판타스틱 듀오》
- 2016년 MBC 방송연예대상 특별상(버라이어티) 《나 혼자 산다》
- 2017년 MBC 방송연예대상 대상 《나 혼자 산다》[7]
- 2017년 SBS 연예대상 예능 부문 최우수 MC상 《K팝 스타》, 《판타스틱 듀오》
- 2018년 제9회 대한민국 대중문화예술상 국무총리 표창
- 2018년 MBC 방송연예대상 올해의 예능인상 《나 혼자 산다》
- 2019년 제55회 백상예술대상 TV 남자예능상
- 2019년 MBC 방송연예대상 올해의 예능인상
- 2020년 MBC 방송연예대상 올해의 예능인상
- 2021년 KBS 연예대상 올해의 예능인상
- 2021년 MBC 방송연예대상 올해의 예능인상
- 2022년 제49회 한국방송대상 최우수예능인상
- 2022년 KBS 연예대상 올해의 예능인상
- 2022년 MBC 방송연예대상 올해의 예능인상
- 2022년 MBC 방송연예대상 베스트 커플상 (with 박나래&이장우)
- 2022년 MBC 방송연예대상 대상 《나 혼자 산다》, 《전지적 참견 시점》
- 2023년 제35회 한국 PD대상 TV진행자 부문 출연자상
- 2023년 KBS 연예대상 올해의 예능인상
- 2023년 MBC 방송연예대상 베스트 커플상 (with 박나래, 이장우)
- 2023년 MBC 방송연예대상 올해의 예능인상
- 2024년 MBC 방송연예대상 올해의 예능인상
- 2024년 MBC 방송연예대상 대상

## 같이 보기
- 게키단 히토리
- 나 혼자 산다
- 유재석
- 신동엽
- 이경규
- 강호동
- 김구라
- 박명수
- 김종민
- 손범수
- 정은아
- 황수경
- 김현욱
- 김기만
- 강수정
- 한석준
- 김보민
- 김남일
- 박사임
- 박태원
- 최동석
- 박지윤
- 조우종
- 이정민
- 오정연
- 이지애
- 최송현
- 박은영
- 엄지인
- 정다은
- 도경완
- 장윤정
- 이혜성
- 김진웅
- 홍주연
- 정은혜
- 허유원
- 백지연
- 김성주
- 김정근
- 오상진
- 허일후
- 김대호
- 김소영
- 김일중
- 배성재
- 김환
- 장성규
- 이상미
- 노홍철
- 육중완
- 김광규
- 유세윤
- 하석진
- 김지석
- 이장원
- 황교익
- 이현우
- 기욤 패트리
- 알베르토 몬디
- 줄리안 퀸타르트
- 타일러 라쉬
- 테라다 타쿠야
- 조세호
- 김숙
- 박나래
- 이시언
- 기안84
- 성훈
- 이영자
- 양세형
- 송은이
- 유병재
- 엄현경